# Ágios Prokópios (ort i Grekland, Thessalien)
Ágios Prokópios är en ort i Grekland.   Den ligger i prefekturen Trikala och regionen Thessalien, i den centrala delen av landet, 250 km nordväst om huvudstaden Aten. Ágios Prokópios ligger 595 meter över havet och antalet invånare är 177.
Terrängen runt Ágios Prokópios är bergig österut, men västerut är den kuperad. Runt Ágios Prokópios är det ganska glesbefolkat, med 34 invånare per kvadratkilometer. Närmaste större samhälle är Eláti, 3,4 km norr om Ágios Prokópios. I omgivningarna runt Ágios Prokópios växer i huvudsak blandskog.